# Gaolou (socken i Kina, Shandong)
Gaolou (kinesiska: 高楼乡, 高楼) är en socken i Kina. Den ligger i provinsen Shandong, i den östra delen av landet, omkring 220 kilometer söder om provinshuvudstaden Jinan. Antalet invånare är 16371. Befolkningen består av 7 936 kvinnor och 8 435 män. Barn under 15 år utgör 16,0 %, vuxna 15-64 år 72 %, och äldre över 65 år 10,0 %.
Genomsnittlig årsnederbörd är 1 224 millimeter. Den regnigaste månaden är juli, med i genomsnitt 241 mm nederbörd, och den torraste är januari, med 11 mm nederbörd.